# Cantone di San Isidro
Il cantone di San Isidro è un cantone della Costa Rica facente parte della provincia di Heredia.

## Geografia antropica

### Suddivisioni amministrative
Il cantone  è suddiviso in 4 distretti:
- Concepción
- San Francisco
- San Isidro
- San José